# Spoorlijn 82
Spoorlijn 82 is een Belgische spoorlijn die Aalst verbindt met Burst, een deelgemeente van Erpe-Mere. Het baanvak tussen Zottegem en Ronse (het huidige 'Mijnwerkerspad') werd tussen 1963 en 1964 opgebroken. Sinds vele jaren rijden er enkel 's morgens en 's middags en 's avonds tijdens de schoolperiode piekuurtreinen tussen Aalst en Burst. Het is de kortste Belgische spoorlijn en staat bekend als het scholierentreintje of scholierenlijntje. Door het lage aantal treinen per dag zijn er vergeleken met andere lijnen relatief weinig reizigers en staat het voortbestaan van de spoorlijn regelmatig ter discussie.

## Treindiensten
De NMBS verzorgt het personenvervoer met piekuurtreinen. Zoals alle andere Belgische dieselpassagierstreinen gebruiken deze treinen alleen MW41-treinstellen.
| Serie       | Treinsoort          | Route         | Bijzonderheden |
| ----------- | ------------------- | ------------- | --- |
| P 7980/8980 | Piekuurtrein (NMBS) | Aalst – Burst | Rijdt alleen op werkdagen. Veertien treinen per dag (zeven in elke richting). Rijdt niet tijdens de maanden juli en augustus. |

Iedere zomerperiode sluit deze spoorlijn volledig, reizigers met een geldig NMBS-abonnement kunnen in deze sluitingsperiodes buslijnen nemen die in de buurt van de spoorlijn rijden.
Buslijnen:
- 1: Aalst ASZ - Station - Oude Abdijstraat
- 25: Zottegem - Herzele - Houtem - Burst - Erpe - Aalst
- 25 Burst station-Mere-Aalst
- 20: Gent Sint-Pieters - Melle - Oordegem - Erpe Vijfhuizen -Aalst
- 252: Aalst - Erpe - Vlekkem - Borsbeke - Hillegem - Zottegem
- Flexbus regio Aalst

## Aansluitingen
In de volgende plaatsen is of was er een aansluiting op de volgende spoorlijnen:
Aalst
Spoorlijn 50 tussen Brussel-Noord en Gent-Sint-Pieters
Spoorlijn 57 tussen Aalst en Lokeren
Spoorlijn 61 tussen Kontich / Mortsel en Aalst
Burst
Spoorlijn 89 tussen Denderleeuw en Y Zandberg
Zottegem
Spoorlijn 89 tussen Denderleeuw en Y Zandberg
Spoorlijn 122 tussen Y Melle en Geraardsbergen
Y Slijpstraat
Spoorlijn 89 tussen Denderleeuw en Y Zandberg
Rigoudrie
Spoorlijn 87 tussen Zullik en Doornik
Elzele
Spoorlijn 87 tussen Zullik en Doornik
Marijve
Spoorlijn 86 tussen De Pinte en Basècles-Groeven
Ronse
Spoorlijn 83 tussen Kortrijk en Ronse
Spoorlijn 86 tussen De Pinte en Basècles-Groeven
Spoorlijn 87 tussen Zullik en Doornik

## Huidige toestand
Enkel het segment Burst - Aalst is nog in dienst. Het is enkelsporig en niet geëlektrificeerd. In het verleden deed deze lijn dienst als tijdelijk alternatief (over Aalst) wanneer er op de sectie Denderleeuw - Burst een probleem was. Het segment werd tijdens de zomer van 2009 volledig vernieuwd.
Het segment Burst - Zottegem wordt beschouwd als een gedeelte van spoorlijn 89 Denderleeuw - Kortrijk. Die dubbelsporige geëlektrificeerde lijn blijft wel in dienst.

## Recente geschiedenis
De bediening op de lijn werd door de jaren heen meermaals herzien. Hierdoor ontstond de vrees dat deze spoorlijn zou gesloten worden. De NMBS heeft echter steeds ontkend dat er plannen in die richting zouden zijn. Tijdens de zomer van 2009 werden de sporen, ballast en dwarsliggers op de gehele lijn vernieuwd en werden 19 overwegen heraangelegd. Sinds 2010 rijden er geen treinen op deze lijn tijdens juli en augustus.
In 2012 werden er nogmaals 7 treinen op deze lijn afgeschaft.
 In 2014 werd het aanbod echter weer uitgebreid.. Op schooldagen rijden er thans zeven treinparen: drie in de ochtendspits, één over de middag en drie in de avondspits.

## Mijnwerkerspad
Het Mijnwerkerspad in de Zwalmvallei in de Vlaamse Ardennen (provincie Oost-Vlaanderen) is een wandel- en fietspad dat is aangelegd over het verharde gedeelte van de vroegere spoorlijn Zottegem - Brakel - Elzele (Ellezelles).  De spoorlijn werd in 1963 gesloten. Tot dan bracht het zogenoemde Fosttreintje mijnwerkers van Zottegem en omstreken naar de Henegouwse steenkoolmijnen. De trein begon te rijden op 1 juli 1885 en stopte in Aalst, Zottegem, Brakel, Ronse en had als eindhalte Bernissart. In 1978 werd het gedeelte van de Slijpstraat te Sint-Goriks-Oudenhove tot Opbrakel als recreatieve weg geopend voor wandelaars en fietsers. Op het baanvak Zottegem (Slijpstraat) - Opbrakel (Livierenstraat) werd een geasfalteerd fiets- en wandelpad aangelegd (8 km, Mijnwerkerspad).  Als naam ervoor koos men Mijnwerkerspad. In Brakel is over 1,5 km de N8c aangelegd met een fietspad op de bedding. De GR122 en de Streek-GR Vlaamse Ardennen lopen tussen het kasteel van Lilare en Nederbrakel over het Mijnwerkerspad.
De bermen langs de recreatieve weg kennen grote variatie aan abiotische kenmerken. Soms is de bodem schraal, soms is hij zeer droog en op weer andere plaatsen zeer nat. Het is daardoor een geschikt biotoop voor heel wat planten, waaronder vlasbekje, wilgenroosje, knoopkruid, brede wespenorchis. Rond de bermen leeft onder andere bosrietzanger, zwartkop, tuinfluiter, roodborst, tjiftjaf, winterkoning. De bermen ten noorden van de Brusselse Straat zijn opgenomen in het natuurgebied Middenloop Zwalm. Het deel ten zuiden ervan maakt deel uit van het natuurgebied Bovenlopen Zwalm. Beide delen zijn onderdeel van Natura 2000-habitatrichtlijngebied 'Bossen van de Vlaamse Ardennen en andere Zuid-Vlaamse bossen'. In Zottegem staat het Koebrugje, dat in 2014 gerenoveerd werd.  In het natuurgebied langs het pad ligt de Boembekemolen, waar de permanente tentoonstelling 'Sporen in de Tijd' het verhaal vertelt van de spoorlijn en het Fosttreintje. Verderop aan het pad (tussen Nederbrakel en het Livierenbos) staat de Verrebeekmolen. Voorbij het Mijnwerkerspad en het voormalige stationnetje van Opbrakel is in het Livierenbos het tracé nog herkenbaar aan de Trimaarzate, het talud van de voormalige spoorlijn.
In 2023 werd langs het Mijnwerkerspad (omgeving Slijpstraat) in Zottegem een troostplek ingericht van deMens.nu. 

## Afbeeldingen

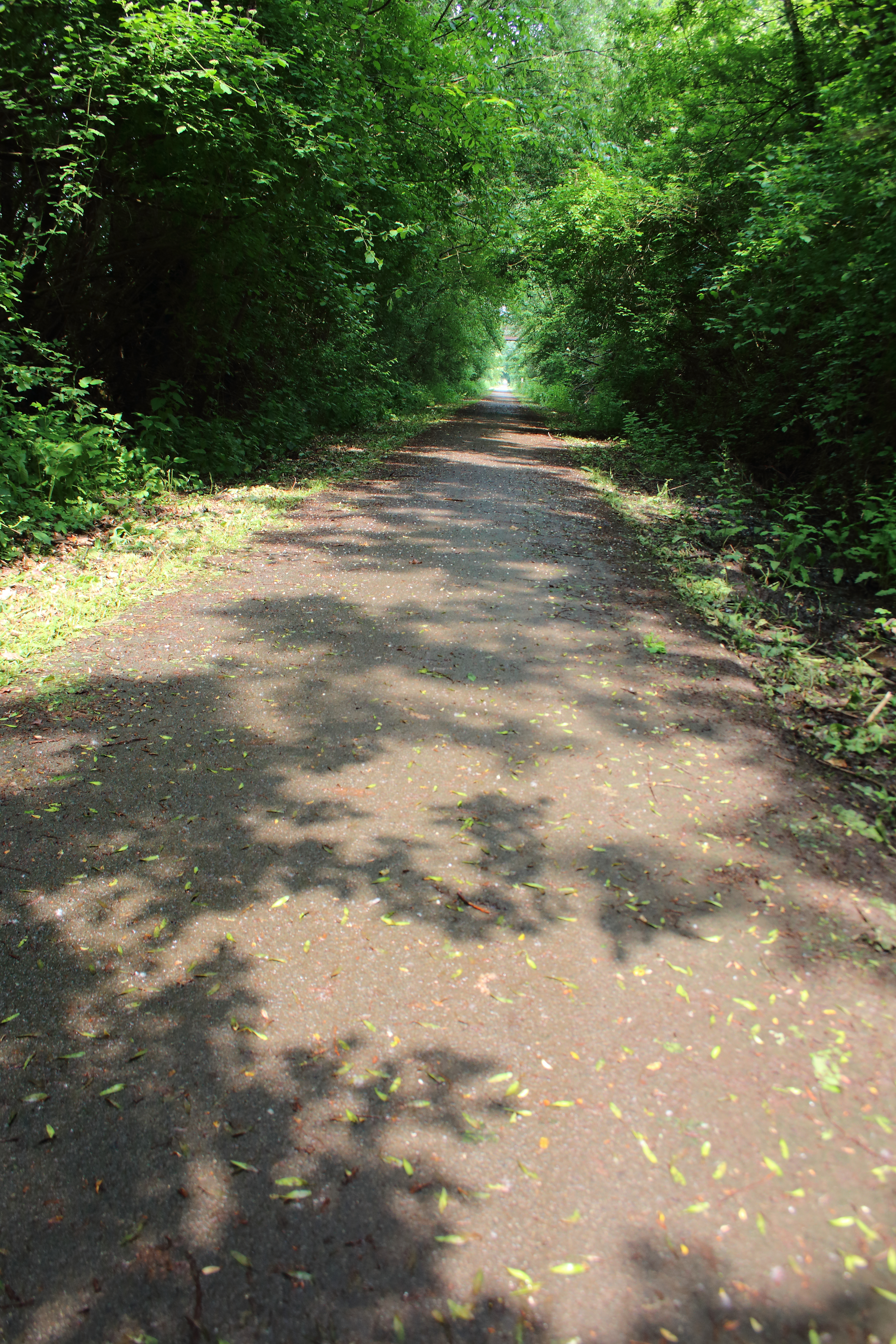
Mijnwerkerspad in Zottegem
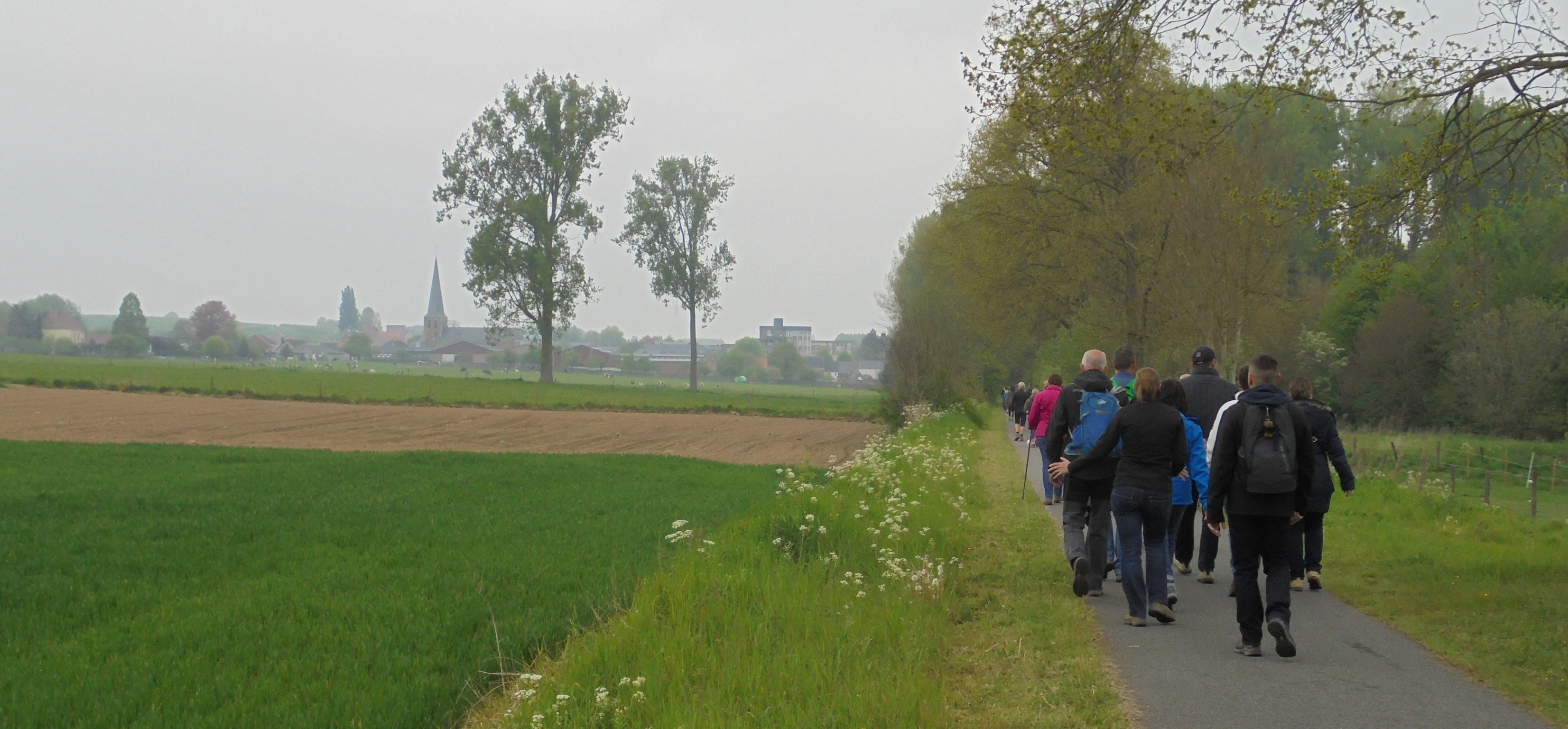
Mijnwerkerspad in Brakel
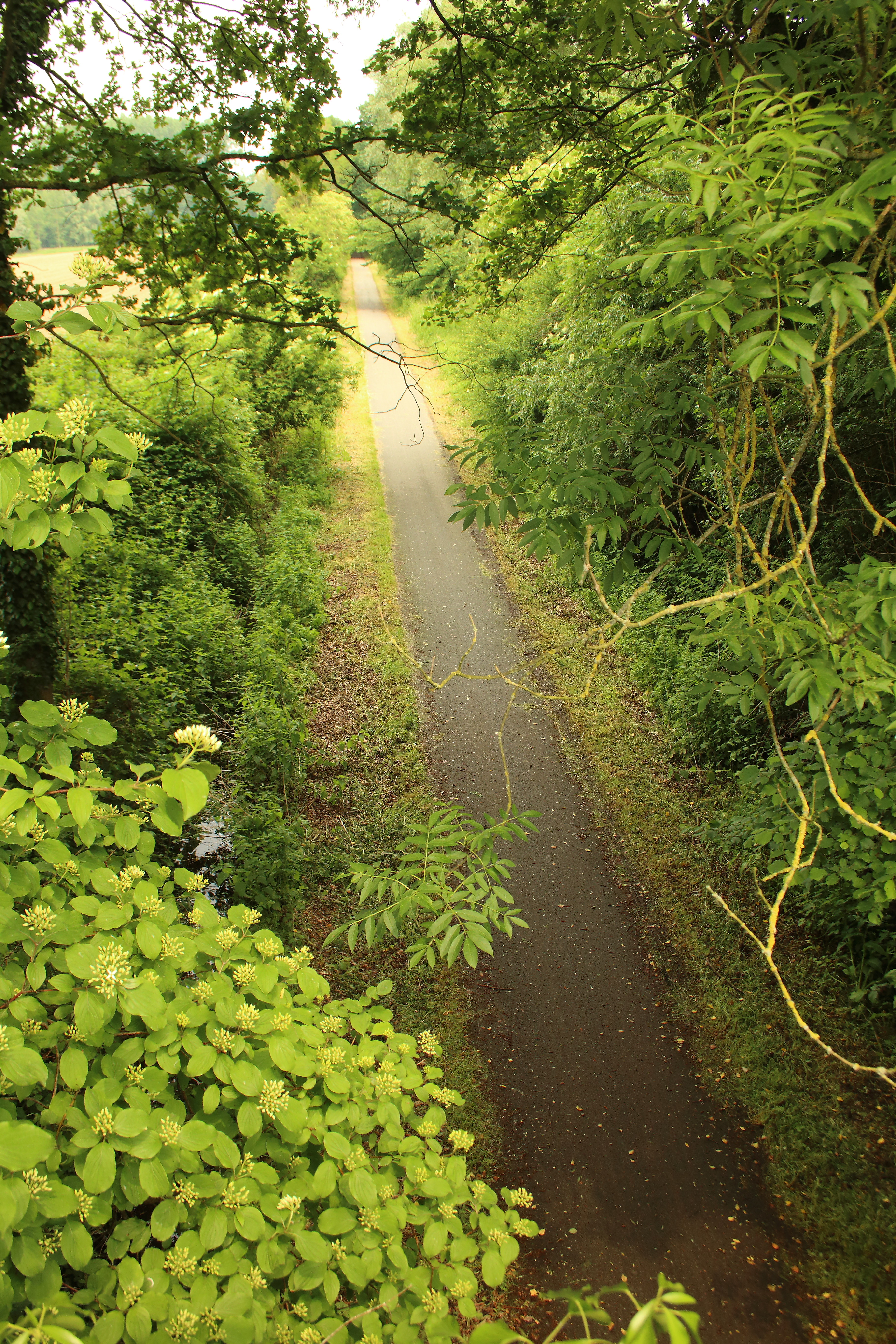
Mijnwerkerspad in Zottegem
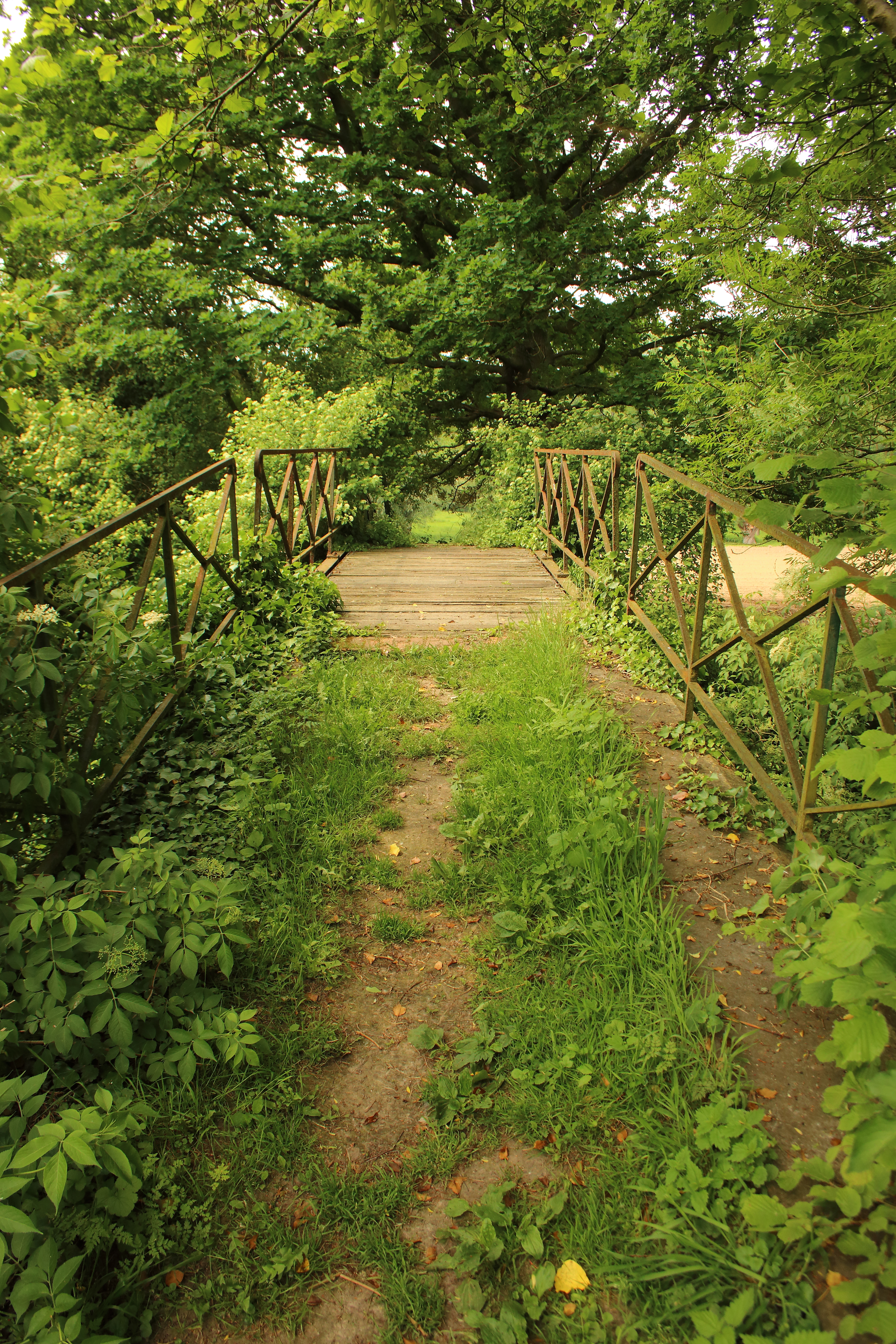
"Koebrugje", Mijnwerkerspad in Zottegem
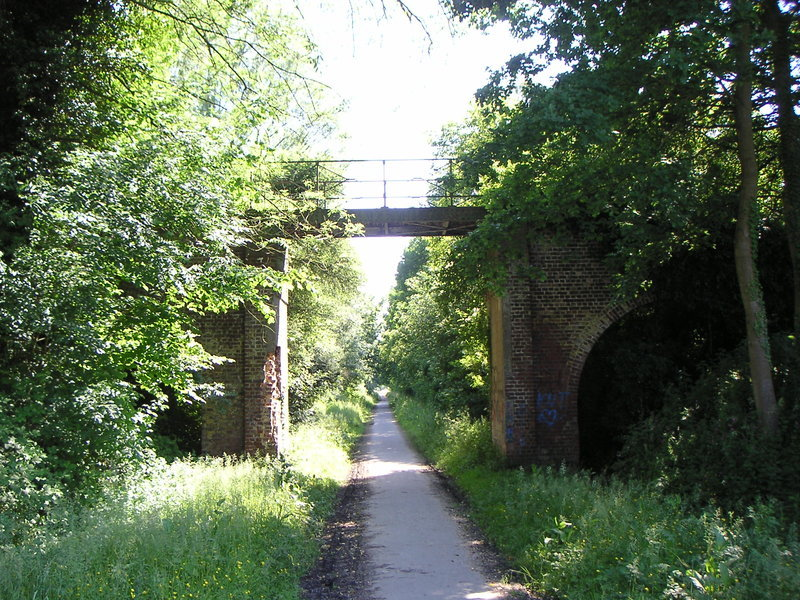
"Koebrugje", Mijnwerkerspad in Zottegem
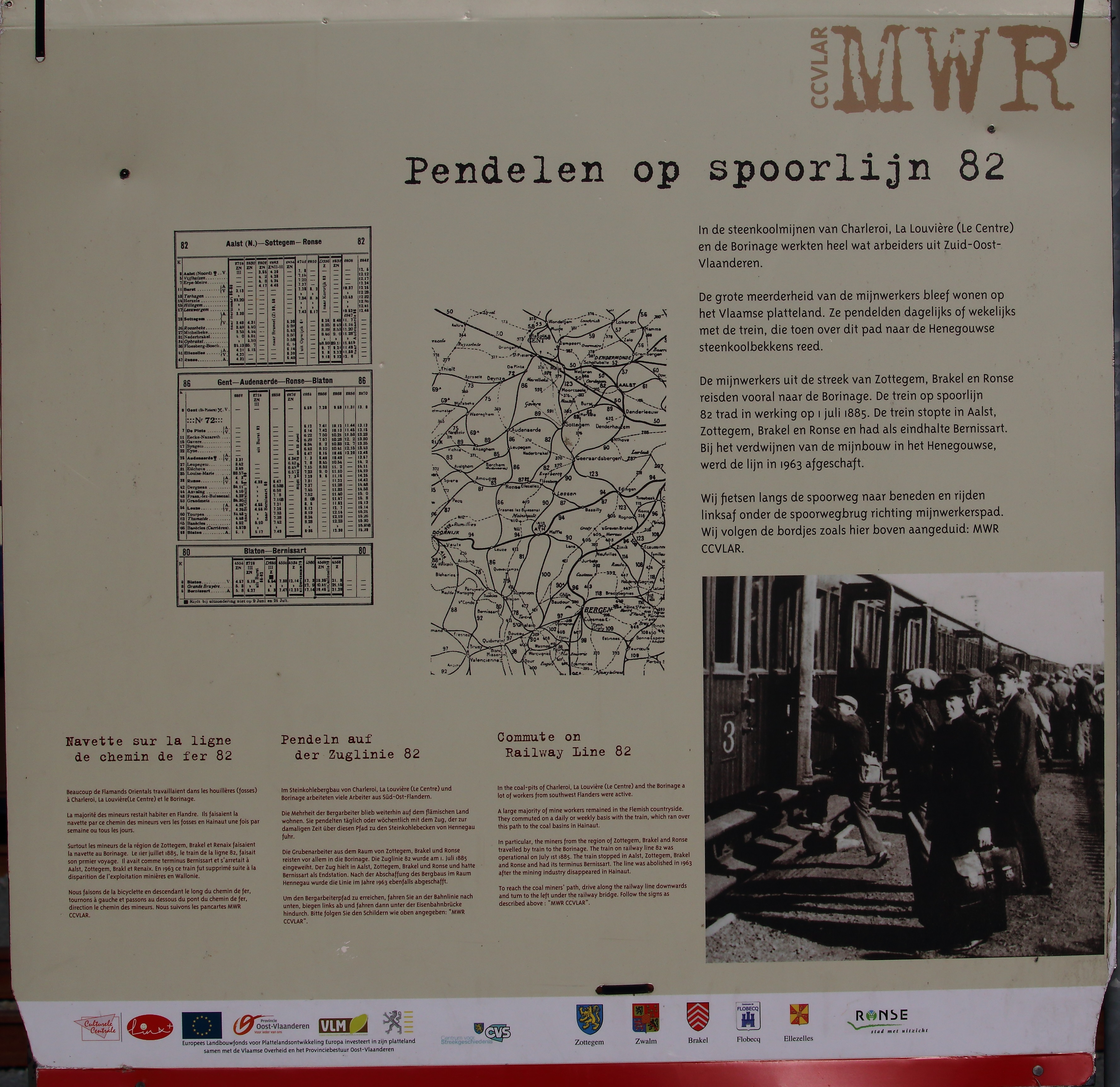
Infobord spoorlijn 82, Station Zottegem
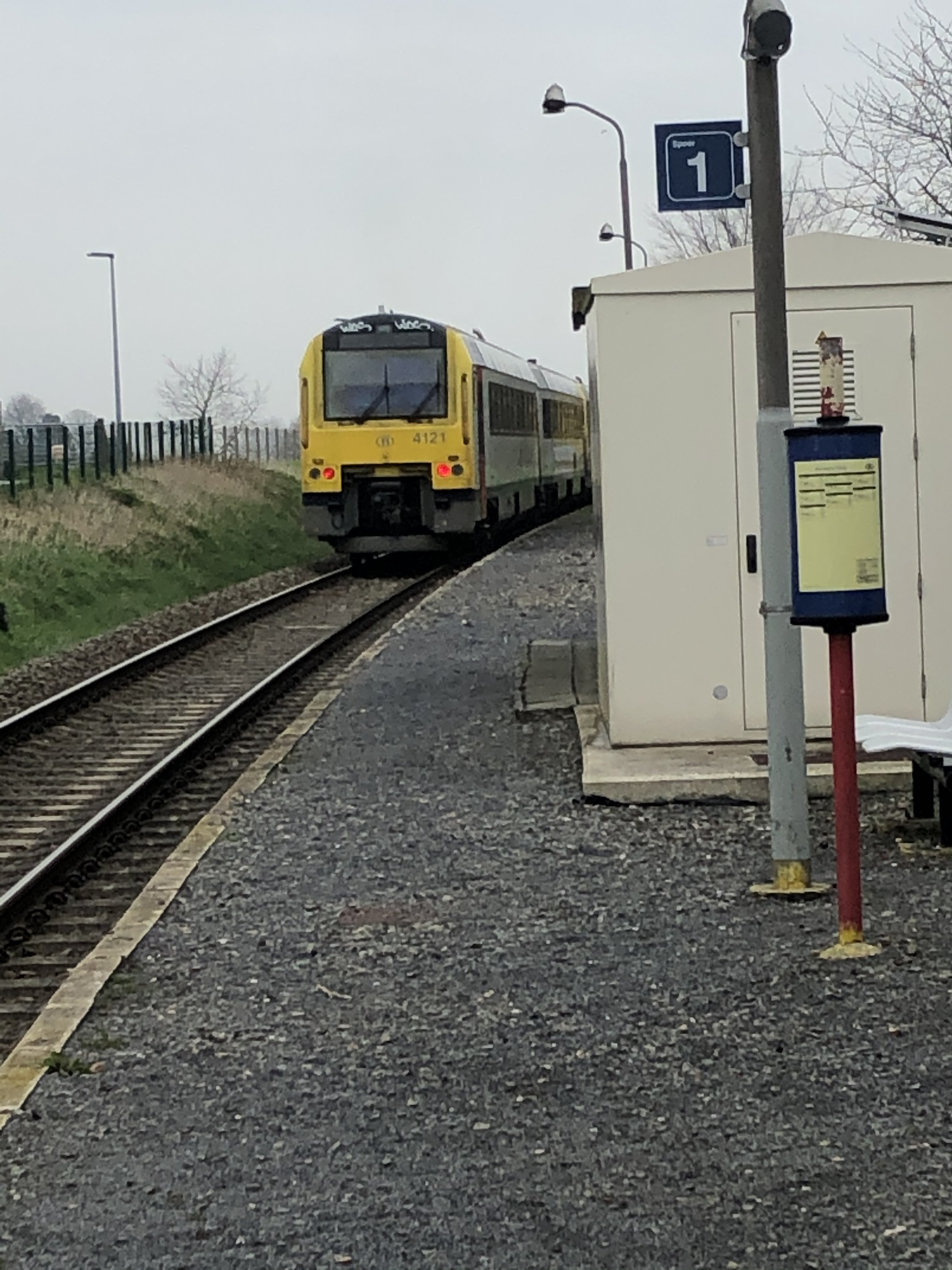
P trein Burst-Aalst te Bambrugge
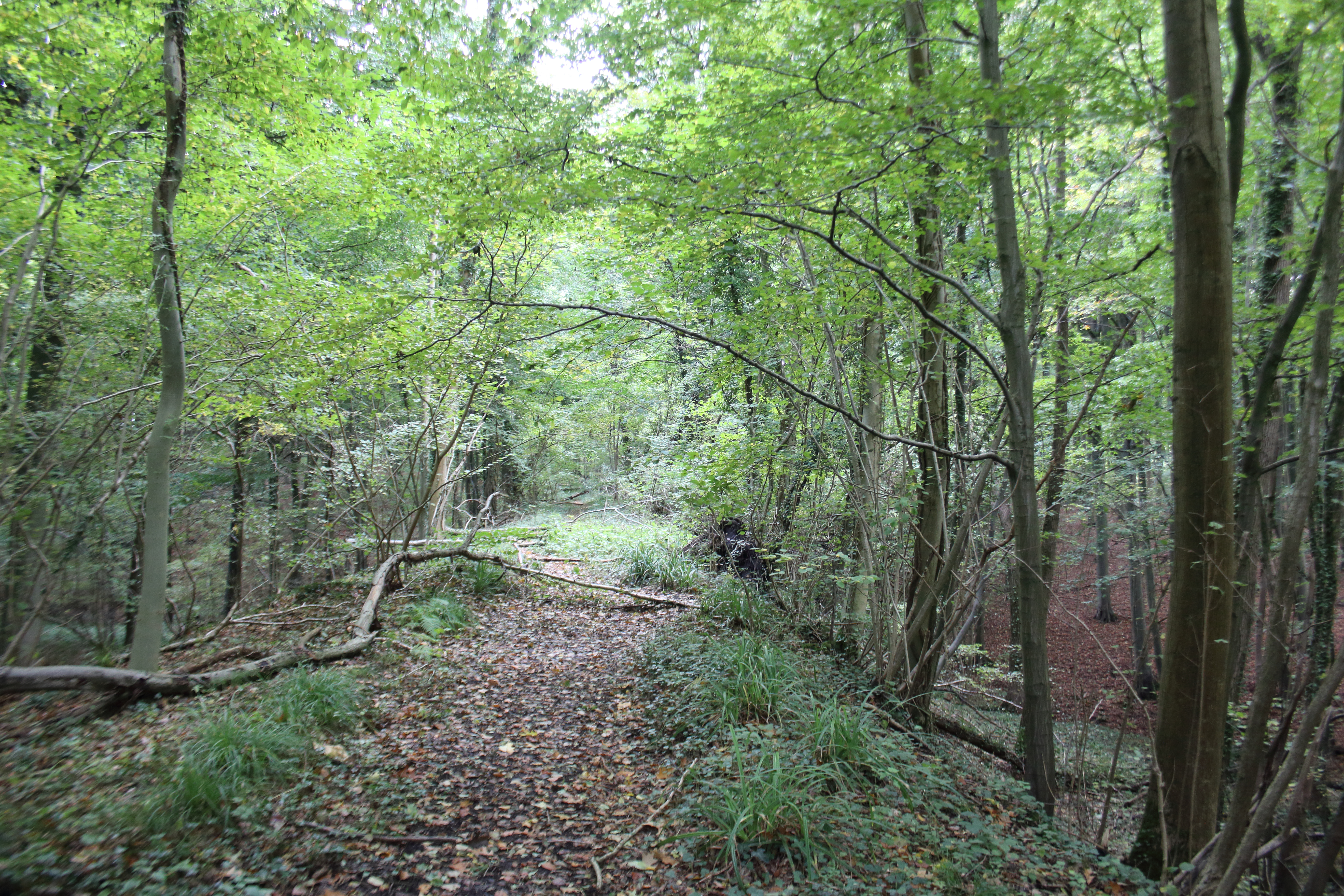
Voormalig spoorwegtalud in het Livierenbos